# 6049 Toda
6049 Toda este un asteroid din centura principală de asteroizi.

## Descriere
6049 Toda este un asteroid din centura principală de asteroizi. A fost descoperit pe 2 noiembrie 1991 la Kitami de Atsushi Takahashi și Kazuro Watanabe. El prezintă o orbită caracterizată de o semiaxă mare de 2,39 ua, o excentricitate de 0,13 și o înclinație de 2,4° în raport cu ecliptica.